# Metaphycus nigrivarius
Metaphycus nigrivarius är en stekelart som först beskrevs av Girault 1929.  Metaphycus nigrivarius ingår i släktet Metaphycus och familjen sköldlussteklar. Inga underarter finns listade i Catalogue of Life.